# همج (مصطلح ازدرائي)

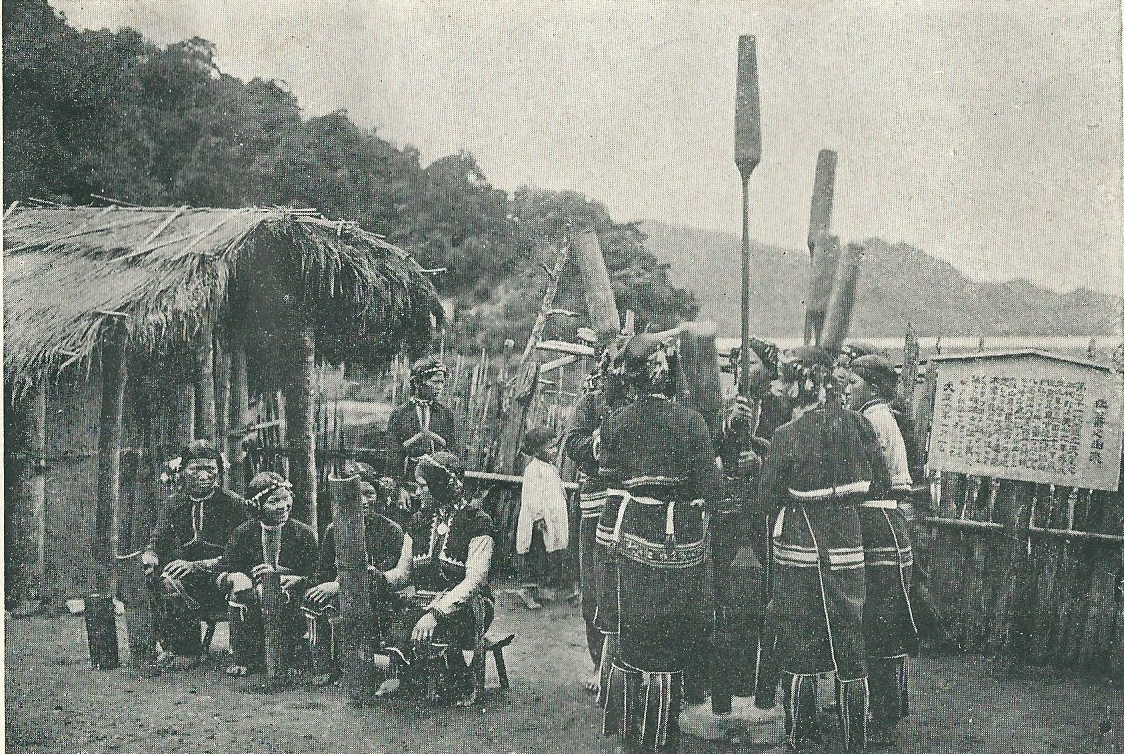
الشعوب الأصلية التايوانية في تايوان اليابانية، من كتاب صدر عام 1926 بعنوان "القبائل الهمجية في فورموزا"

همجي أو متوحش هو مصطلح مهين لوصف شخص أو أشخاص يعتبرهم المتحدث بدائيين وغير متحضرين.
أُستخدم المصطلح من قبل الأوروبين بشكل أساسي لوصف السكان الأصليين في جميع أنحاء العالم، بما في ذلك سكان أمريكا الشمالية وأمريكا الجنوبية وآسيا وأوقيانوسيا وإفريقيا. يشير استخدامه السائد في اللغة الإنجليزية الأمريكية إلى سكان أمريكا الشمالية الأصليين.
في بعض الأحيان يكون مصطلحًا قانونيًا وعسكريًا وإثنيًا، وقد تغير معناه منذ استخدامه الأول في القرن السادس عشر.
منذ عام 1776، استخدم الساسة الأمريكيون مصطلح "همجي" للإشارة إلى شعوب أمريكا الشمالية وأمريكا الجنوبية وإفريقيا وآسيا، بالإضافة إلى أولئك المرتبطين بالنازية والشيوعية والإرهاب.
وفقًا للمتحف الوطني للهنود الأمريكيين، فإن الكلمة "كانت تُستخدم لتبرير الاستيلاء على أراضي السكان الأصليين، في بعض الأحيان عن طريق المعاهدات وفي أحيان أخرى عن طريق الإكراه أو الغزو".
خلال القرن السادس عشر، برزت الشخصية الهمجية النبيلة، وهي نموذج أدبي رومانسي، في علم الإنسان والفلسفة والأدب الغربي. ترمز الشخصية النبيلة إلى الخير الفطري والتفوق الأخلاقي للشخصية المنسجمة مع الطبيعة والتي لم تفسدها الحضارة.